# Eskelhems kyrka
Eskelhems kyrka är en kyrkobyggnad i Visby stift. Den är församlingskyrka i Eskelhem-Tofta församling och Eskelhems pastorat.

## Kyrkobyggnaden
Den stora kyrkan i Eskelhem rymmer inom sina murar rester av två föregångare. Den första kyrkans grund förmodligen från 1000-talet har man funnit under golvet. Den andra kyrkan, en romansk byggnad ingår i den nuvarande kyrkans långhus. Under mitten av 1200-talet påbyggdes långhuset och tornet uppfördes. Den som svarat för byggnadsarbetet med torn och långhus och även satt sin prägel på dessa anses vara en socknens egen son kallad ”Mäster Botvid”. Den stora korbyggnaden i gotik samt sakristian byggdes under mitten av 1300-talet. Koret är i likhet med flera andra gotländska kyrkor större än långhuset. Detta tyder på att man kanhända avsett att bygga en större kyrka inom en nära framtid. Kyrkan är en klövsadelkyrka, vilket betyder att kyrka har ett högt och stort kor, litet långt långhus och ett torn.
I korets valv finns två stora medeltida målningar utförda under sent 1200-tal av Mikaelsmästaren. Den östra rundel innehållande små rundlar med växtornament har som motiv Paradiset och omges av evangelistsymboler. Den västra rundeln omges av Kristus, Jungfru Maria, och apostlarna Petrus och Paulus. En svårt skadad målning på tornrummets nordvägg har visat sig vara ett kalendarium med årets festdagar  angivna.
Till vänster i koret finns ett epitafium som berättar om Catharina Westphal (1700–1765). Westphal var gift med Johan Bahr som var pastor i Eskelhem.
Mot en av kyrkans väggar finns en staty av jungfru Maria som är skapad av Bertil Nyström 1972. Vid Mariastatyns plats finns en muralmålning som troligen är från 1700-talet föreställande ärkeängeln Mikael.
I kyrkans torn hänger en kyrkklocka. Klockan är gjuten år 1775 av G.S Meyer i Stockholm.

## Interiör
- Skulpterad dopfunt av sandsten från 1100-talet är utförd av Byzantios. De inhuggna bilderna på dopfunten föreställer den korsfäste Jesus med jungfru Maria och Johannes. Ett lejon som lyfter huvudet och biter ett fyrfota djur finns inhugget.
- Triumfkrucifix från 1250-talet utfört av Tingstädemästaren.
- Altaruppsats av sandsten från slutet av 1600-talet eller början av 1700-talet med motiv: Nattvarden. Överst Karl XII namnskiffer.
- Predikstolen är utförd under slutet av 1600-talet. I korgens speglar bilder av Kristus, Moses och aposteln Johannes.
- Brudbänk från 1200-talets senare hälft.
- Bänkinredning med dörrar, målade under 1700-talet.

## Orgel
- Kyrkans orgel anskaffades 1869 byggd av Olof Niclas Lindqvist, Visby, med 11 stämmor.
- Orgel byggd 1932 av Åkerman & Lund Orgelbyggeri, Stockholm, och är pneumatisk.

| Manual        | Pedal      | Koppel     |
| Borduna 16’   | Subbas 16’ | Man/Ped    |
| Principal 8’  |            | Man 4'/Man |
| Gedackt 8’    |            |            |
| Salicional 8’ |            |            |
| Gamba 8'      |            |            |
| Oktava 4'     |            |            |

## Bildgalleri

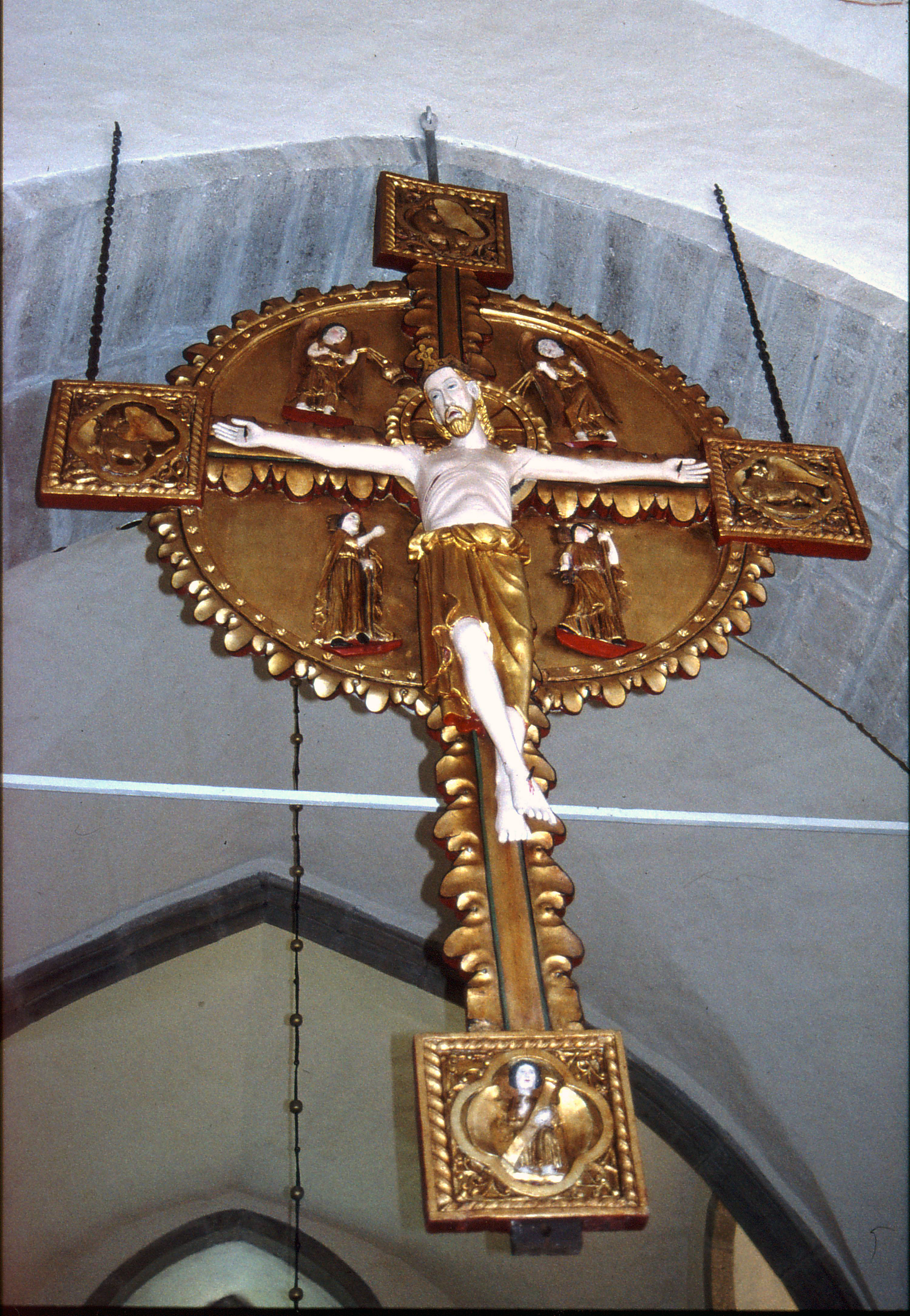
Triumfkrucifix utfört av Tingstädemästaren 1200-t
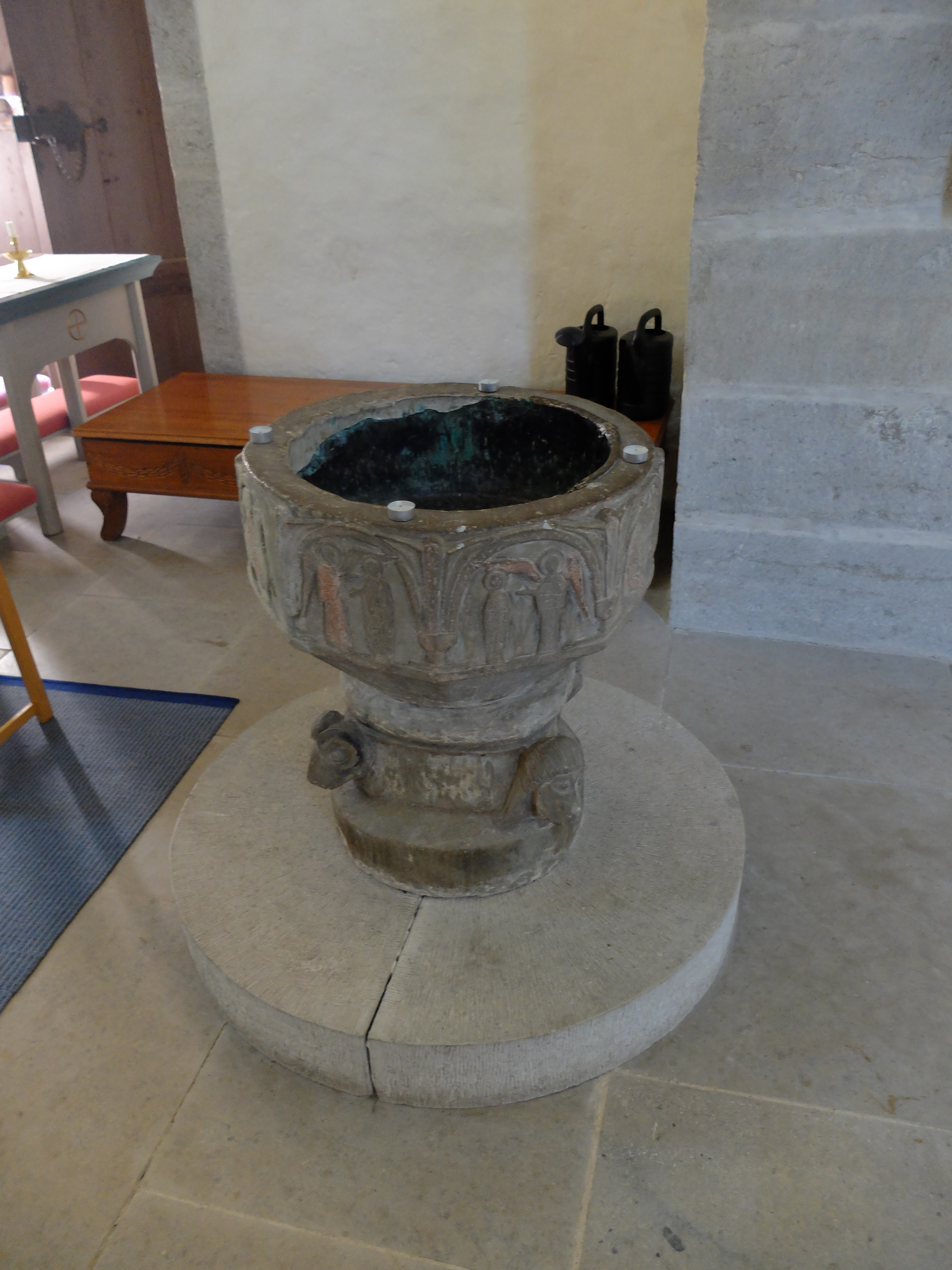
Byzantios dopfunt 1100-t
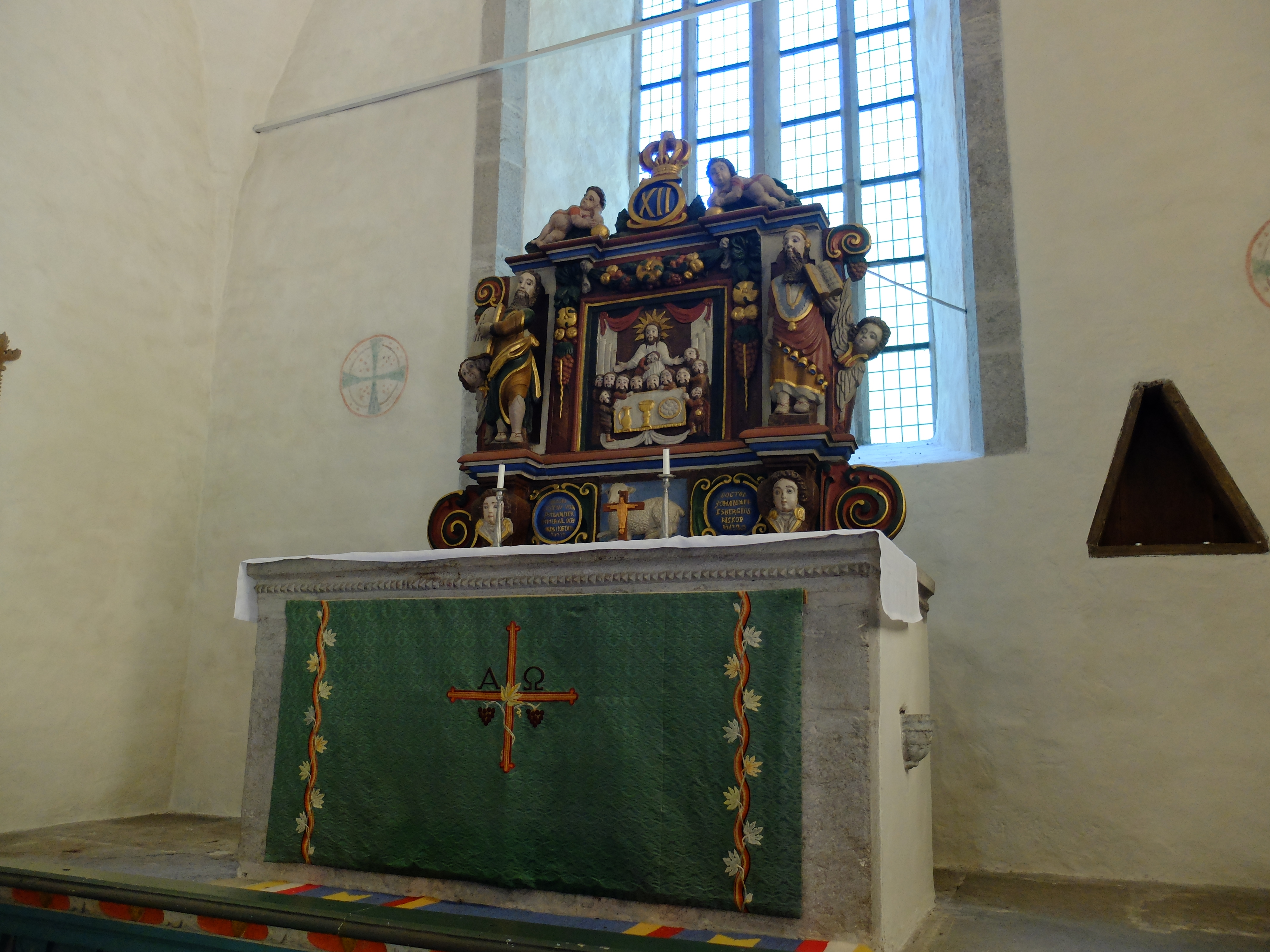
Altaruppsatsen
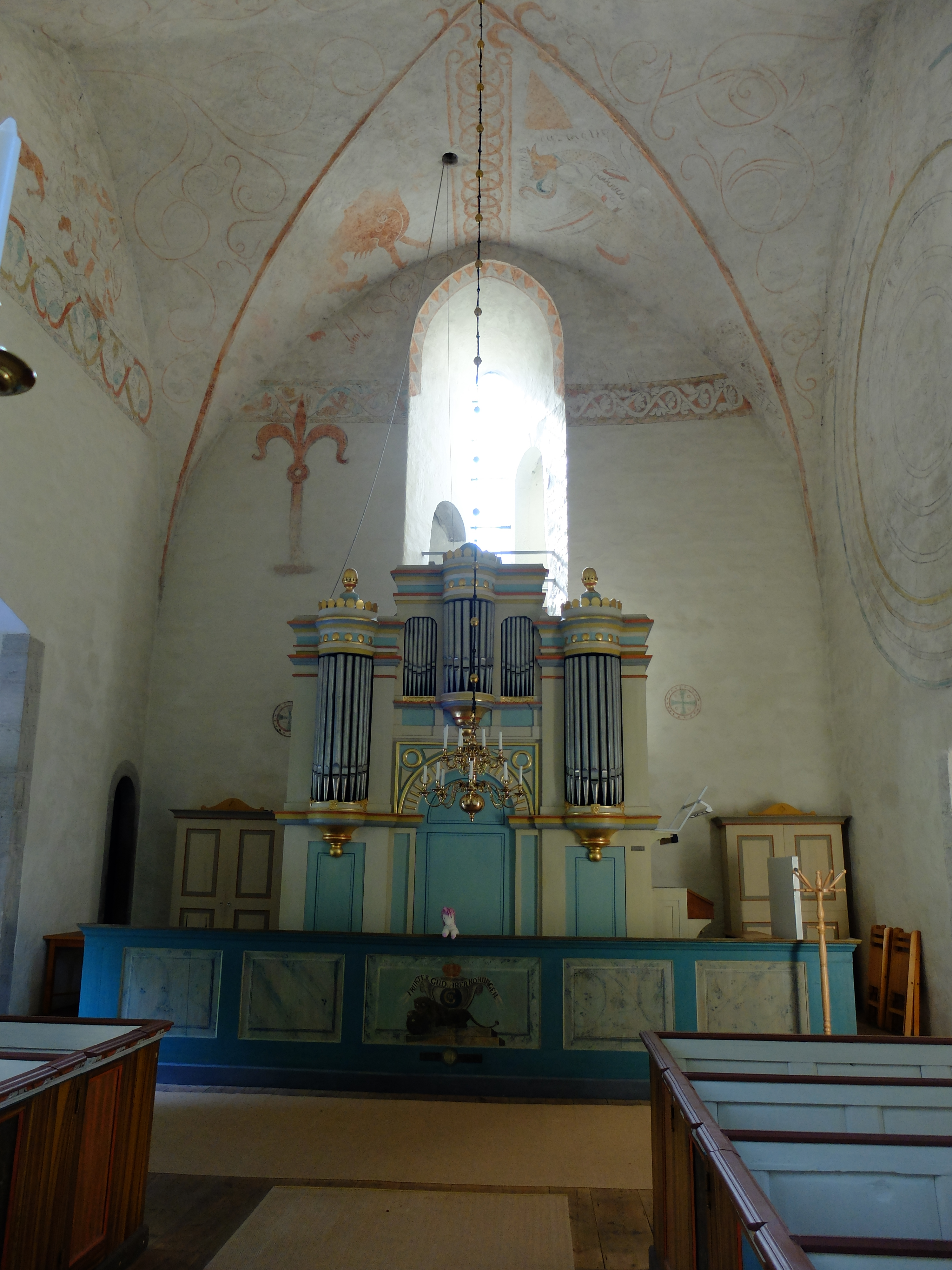
Orgeln
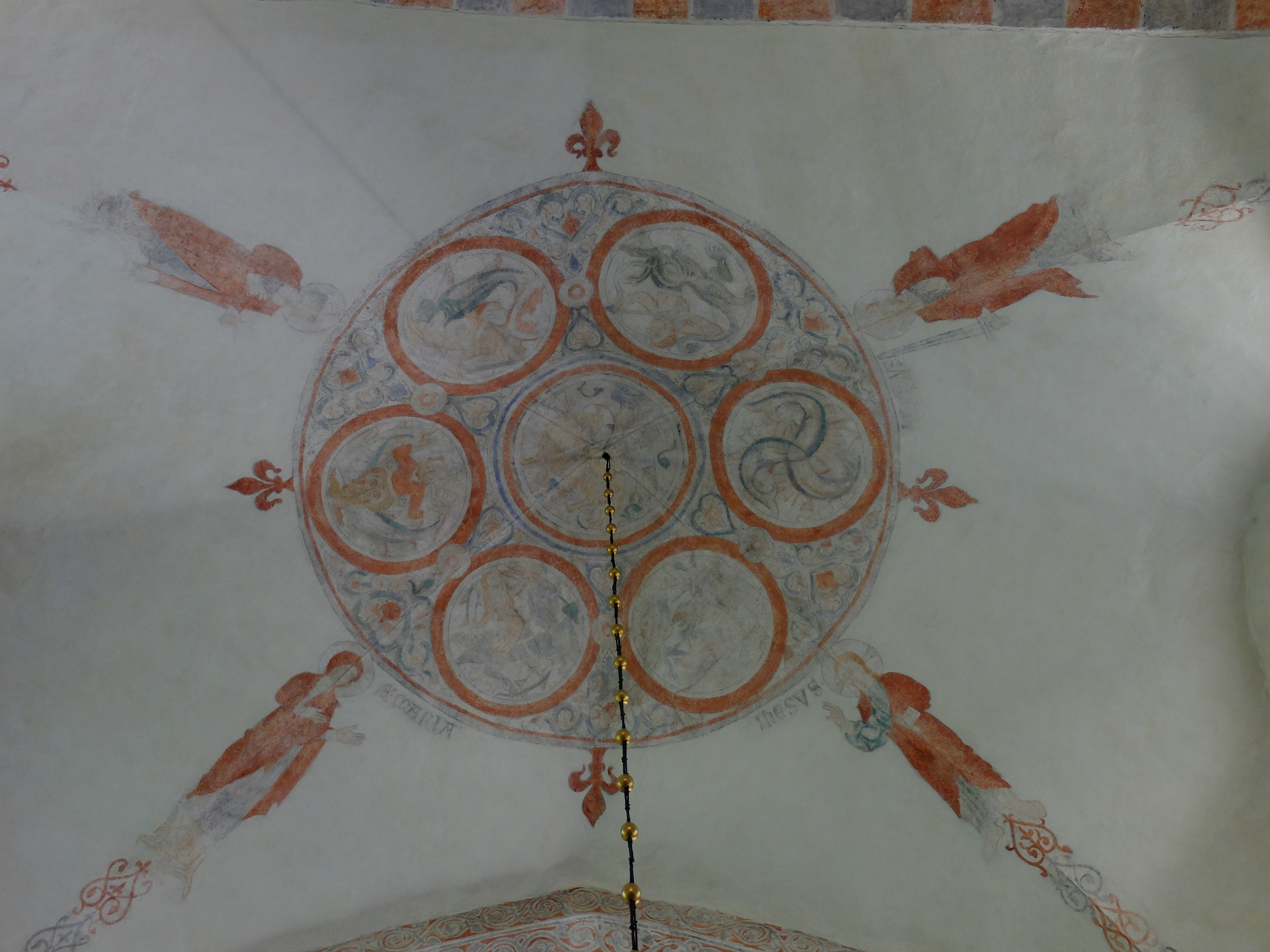
Takmålning daterad till 1200-t
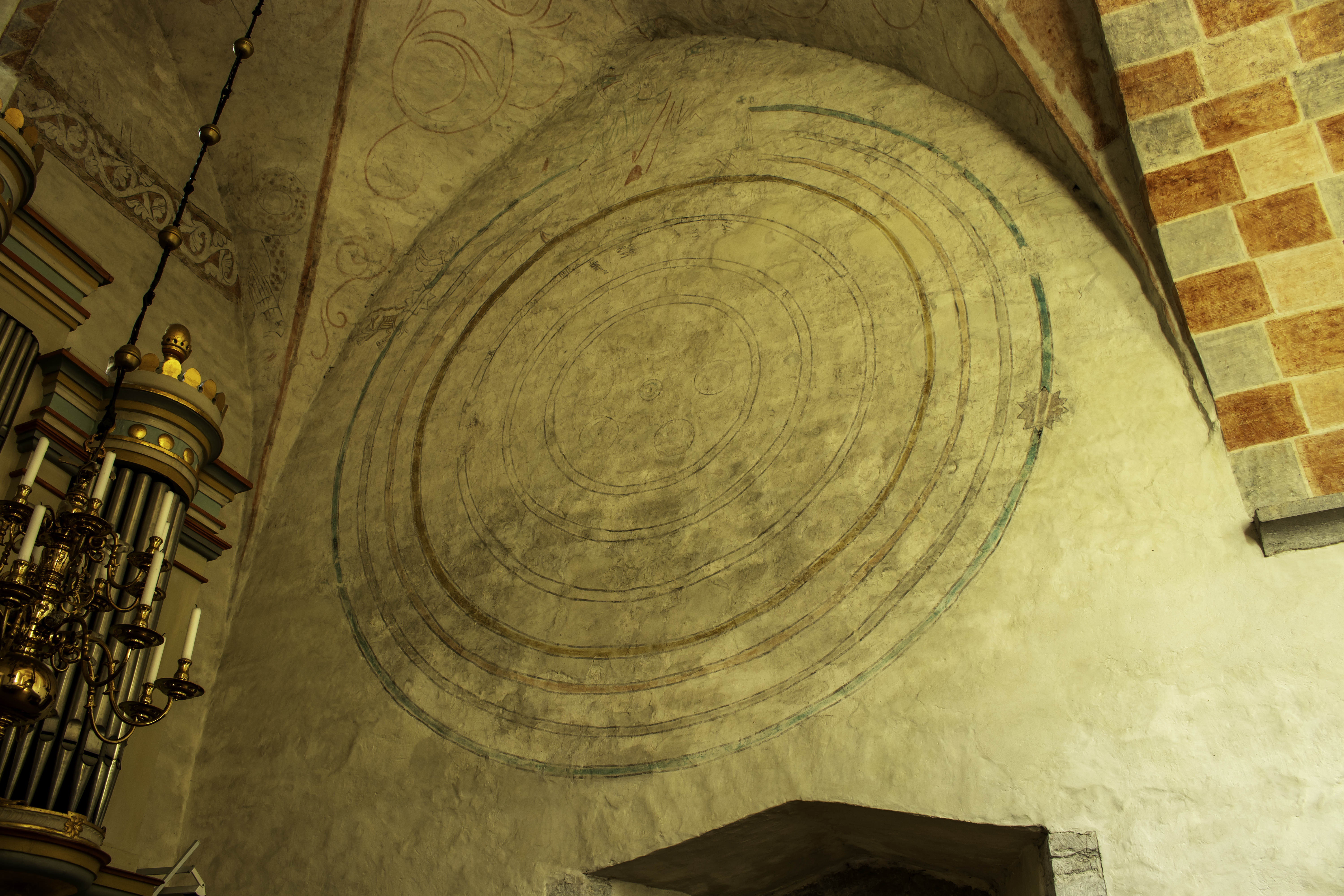
Väggmålning
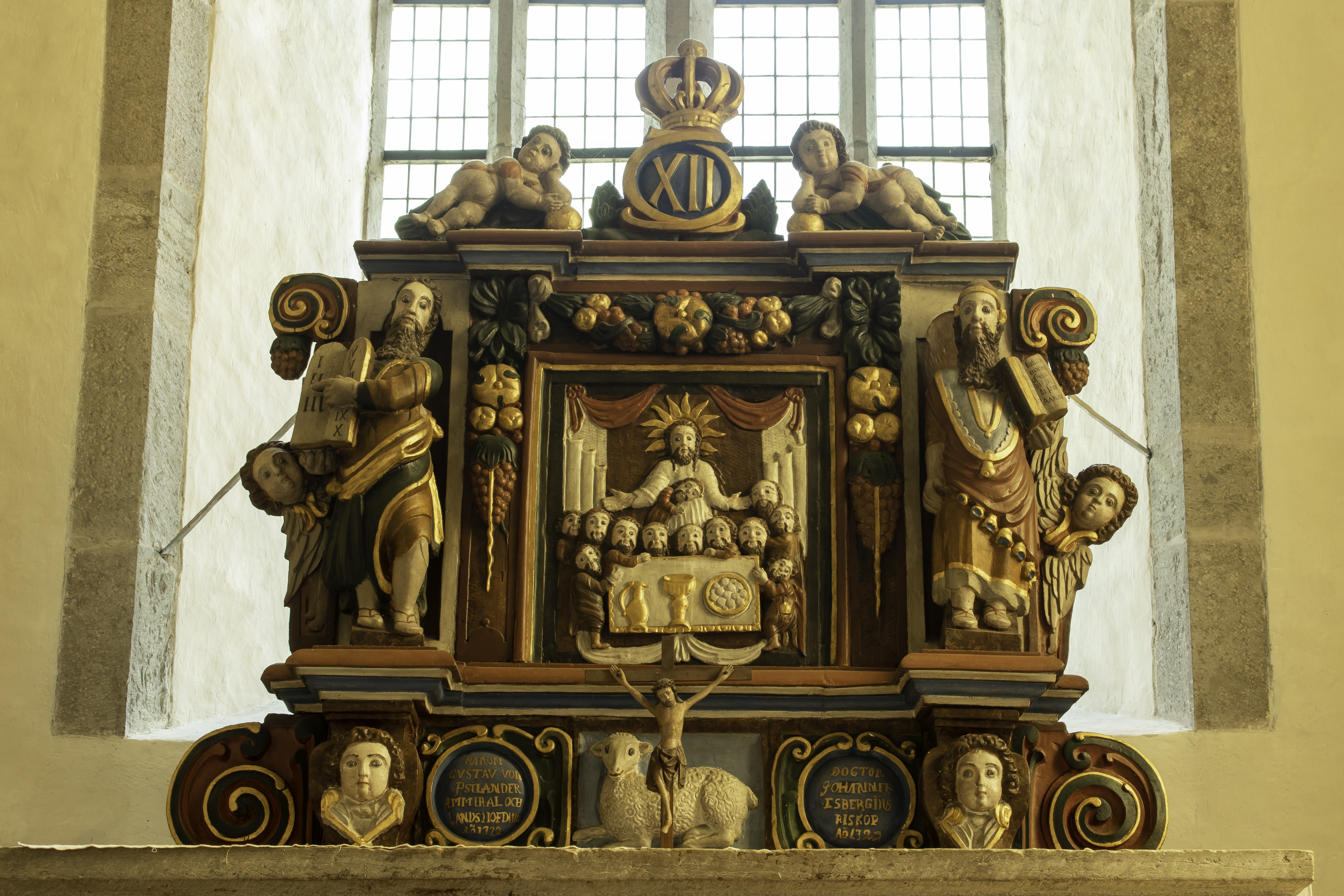
Altarskåpet föreställande nattvarden med Karl XII:s namnchiffer.
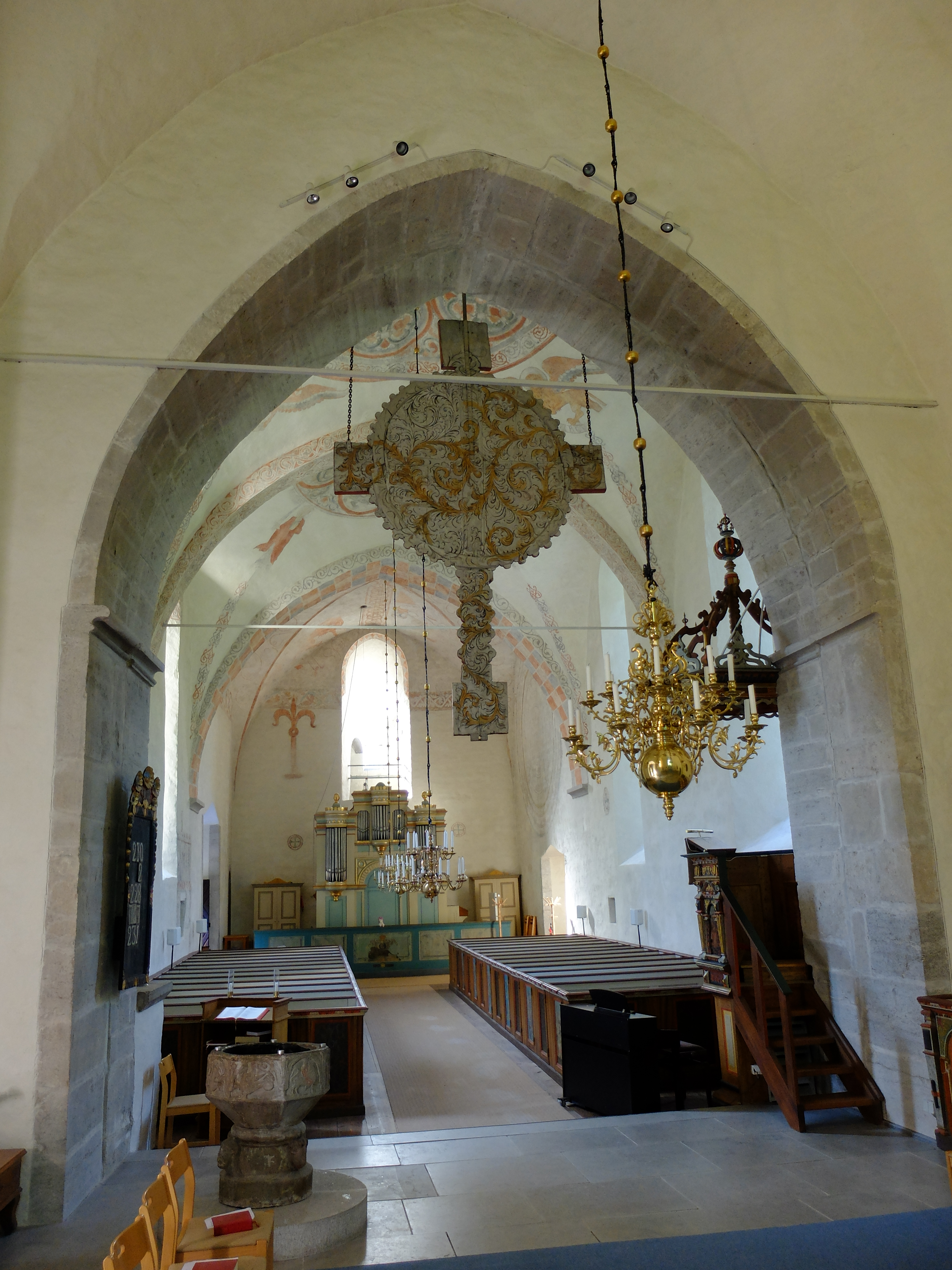
Interiör mot väst
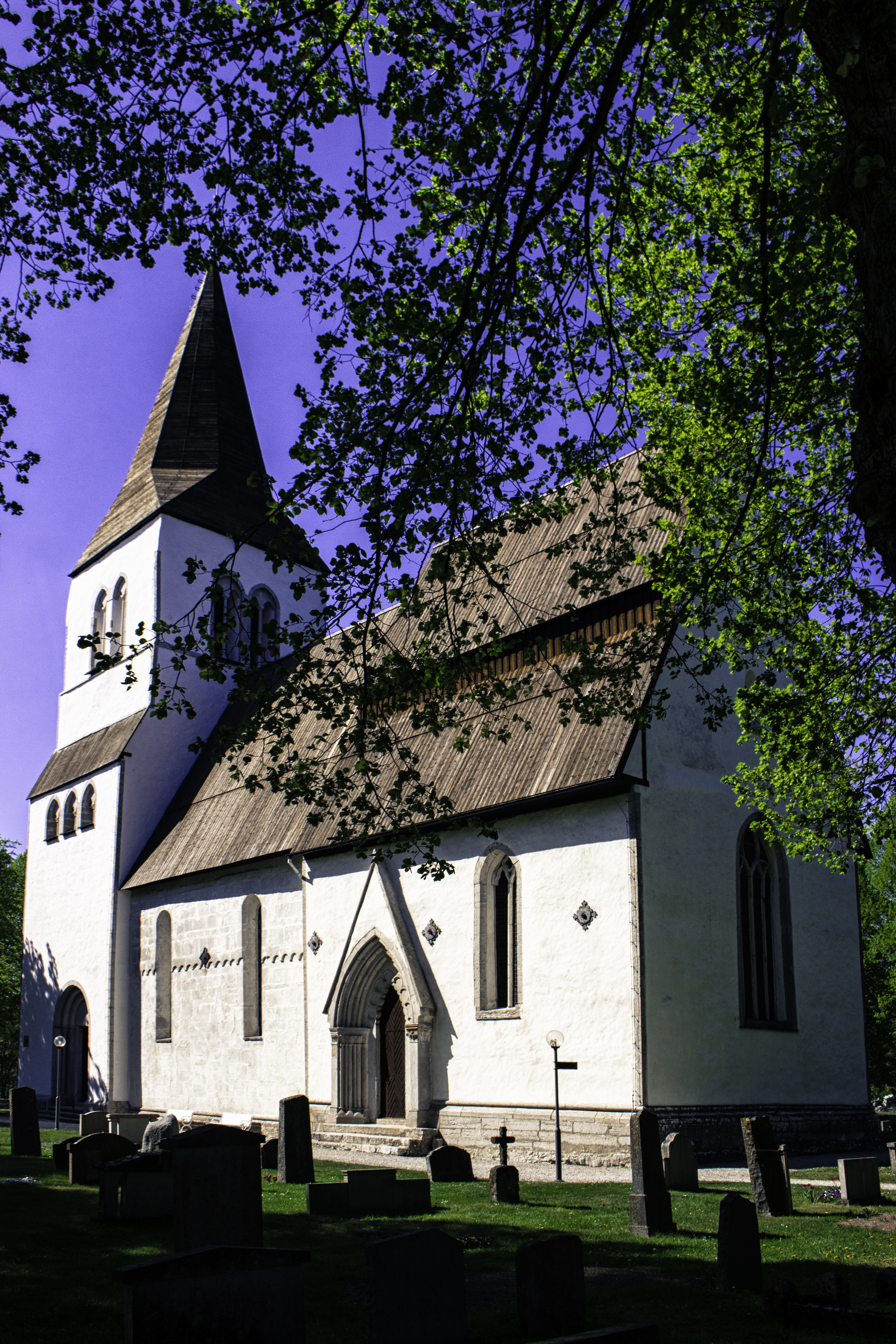
Exteriör.